# Martina Plantin
Martina Plantin, född 1550, död 1616, var en nederländsk tryckare, redaktör och förläggare. Hon var direktör för det berömda tryckeriet och förlaget Plantin i Antwerpen mellan 1610 och 1614.   Hon var dotter till Christophe Plantin och Jeanne Rivière, gift med Jan I Moretus och mor till Balthasar I Moretus och Jan II Moretus. Hon övertog formellt företaget som nominell ägare vid sin makes död, även om hon överlät den mesta verksamheten på sina söner. Hon drog sig tillbaka 1614 och skrev då över företaget på sina söner. 